# Бронированный трактор Гулькевича
Бронированный трактор Гулькевича — один из первых образцов полугусеничных боевых машин, разработанных в России и первая боевая машина такого типа, принятая на вооружение Российской армии. 
Трактор Гулькевича представлял собой бронированный и вооружённый трактор фирмы Allis Chalmers Motor Truck. В некоторых источниках классифицируется, как бронеавтомобиль. Проект разработан полковником артиллерии Н. А. Гулькевичем в 1915—1916 годах. В 1916—1917 годах на Путиловском заводе построены два экземпляра бронетрактора («Илья Муромец» и «Ахтырец»), которые после постройки поступили в распоряжение Запасного бронедивизиона Русской армии в Петрограде, а после Октябрьской революции оказались в РККА и использовались ею в боях Гражданской войны.

## История создания
В годы Первой мировой войны ГВТУ Русской императорской армии было практически завалено множеством проектов бронированных машин, отличавшихся редким разнообразием. Среди них были и полугусеничные машины, наиболее удачной из которых можно признать проект, разработанный полковником артиллерии Гулькевичем. Будучи офицером-фронтовиком, он прекрасно понимал, что в условиях современной войны пехота, не имеющая огневой поддержки непосредственно на поле боя, практически беспомощна и обречена на гибель. Выходом из ситуации виделись бронемашины типа «Гарфорд-Путилов», однако при всём своём весьма сильном вооружении, их проходимость была недостаточной. 
Из этой ситуации Гулькевич предполагал выбираться посредством использования тракторного шасси. Незадолго до войны в Россию как раз стали прибывать тракторы «Холт», к которым позднее прибавились и машины других фирм. Правда, эти машины не были полноценными гусеничными тракторами, а имели полугусеничную ходовую часть — поворот осуществлялся не с помощью бортовых фрикционов, а посредством поворота направляющих колёс. Однако их проходимость всё равно ощутимо превышала колёсные машины.
В июле 1915 года Гулькевич получил «Охранное свидетельство» (патент) на «новый способ бронирования и вооружения тракторного самохода, могущего свободно передвигаться при самых трудных условиях — по пахоте, грязи, снегу, оврагам…». Изучив возможности ранее полученной техники, Гулькевич выбрал в качестве базы для бронемашины полугусеничный грузовик американской фирмы Allis Chalmers - Motor Truck. Ещё весной 1916 года десять грузовиков этого типа прибыли в Россию, и предназначались для использования в качестве тяжёлых артиллерийских тягачей. На ходовых испытаниях «Челмерсы» показали намного лучшие результаты, чем более распространенные тогда «Холты» — в отличие от гусеничных тракторов того времени, «Челмерсы» имели два направляющих колеса и намного меньшую массу, что позволяло провести их бронировку, не опуская при этом подвижность ниже допустимых пределов.
Детальный проект боевой машины Гулькевич представил на рассмотрение Комиссии по броневым автомобилям ГВТУ 3 марта 1916 года. Правда, к этому времени изобретатель, не теряя времени даром, уже начал работы по бронировке одного из тракторов, выделенных ему военным ведомством, причём на свои собственные средства. Вскоре Комиссия одобрила проект и выделила изобретателю средства на достройку машины. Изначально работа велась силами Обуховского сталелитейного завода, но из-за его высокой загруженности военными заказами дальнейшие работы были переданы на Путиловский завод. В ноябре 1916 года первый бронетрактор, получивший имя «Илья Муромец», был закончен.

## Описание конструкции

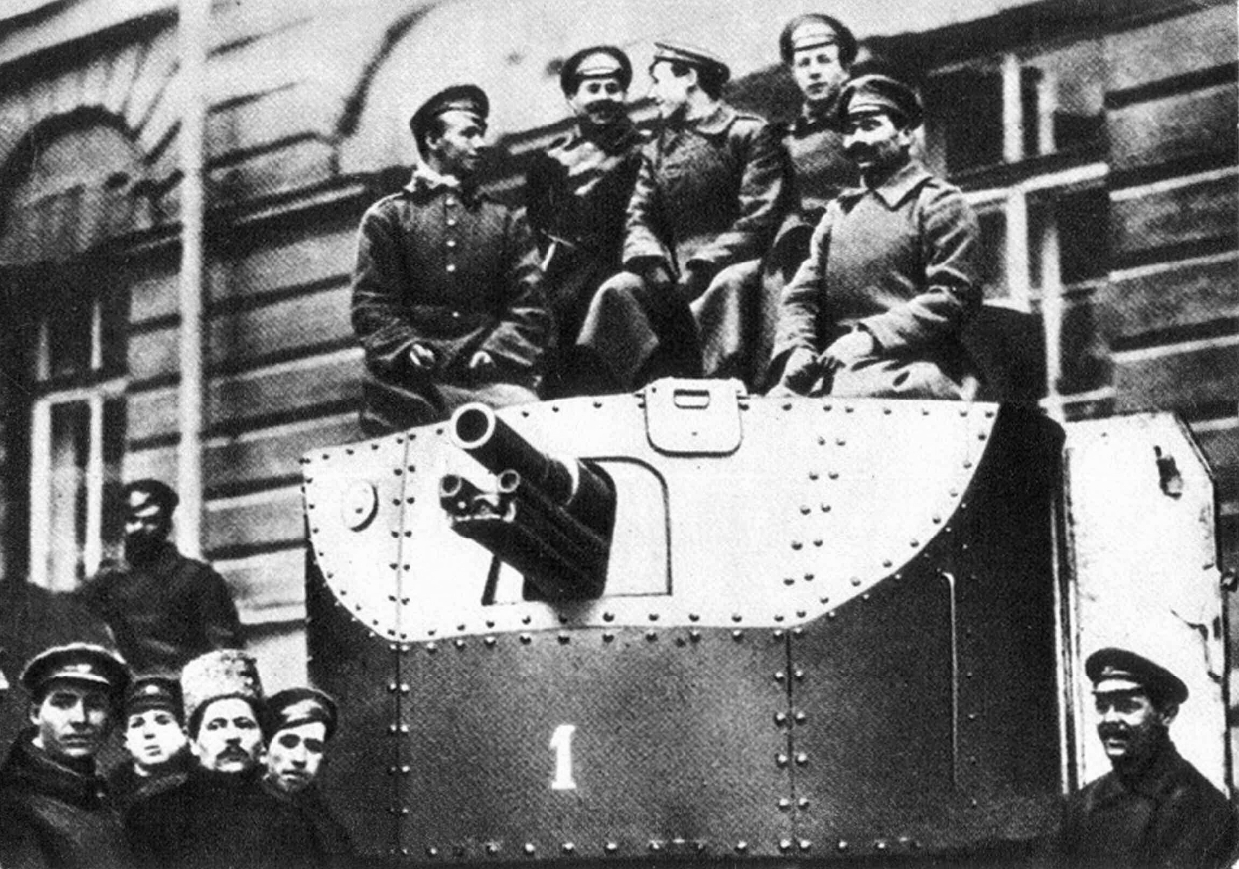
Бронетрактор «Илья Муромец», вид сзади. Хорошо видна установленная в корме 76,2-мм пушка.

Конструктивно бронированный трактор значительно отличался от обычного. Ходовая часть подверглась изменениям, связанным с установкой второго поста управления, стартера и усилением передних управляемых колес (также имевших привод от двигателя). Без изменений остались трансмиссия с 5 передачами и двигатель, развивавший мощность 68 л.с. Корпус бронетрактора собирался из листов катаной броневой стали толщиной 6,5-мм. Можно было установить и более мощную защиту, однако при этом сильно возрастала бы масса машины, и без того доходившая в полностью снаряженном состоянии до 12 тонн. Компоновка машины была классической, с передним расположением моторного отделения, трансмиссии и переднего поста управления, где находилось место водителя. В средней части располагалось боевой отсек, на крыше которого была установлена большая цилиндрическая башня с двумя пулеметами «Максима» в специальных шаровых установках конструкции Гулькевича. Чтобы погон башни оптимально вписался в обводы корпуса, пришлось сделать бортовые секции, заодно увеличив пространство внутри машины. В задней части бронетрактора, кроме дополнительного поста управления и боеукладки, была размещена 76,2-мм пушка с углом обстрела по горизонту 90°. Такое расположение вооружения может показаться несколько странным, и объясняется тем, что большинство русских бронеавтомобилей выходило в бой задним ходом, дабы иметь возможность быстро выйти из-под обстрела. При полной боевой нагрузке с экипажем из 7 человек, масса забронированного трактора составляла 12 тонн, а скорость по дороге до 15 км/час.

### Вооружение
Основным вооружением бронированного трактора Гулькевича являлась 76-мм противоштурмовая пушка образца 1910 года, аналогичная применявшейся на бронеавтомобилях «Гарфорд-Путилов». Данное орудие представляло собой переработанный вариант 3-дюймовой горной пушки образца 1909 года, от которой новая пушка унаследовала ствол и казённую часть. Орудие было установлено на новый лафет, более лёгкий, чем у предшественницы, но, в отличие от неё, неразборный.
Серийное производство этого орудия началось на Путиловском заводе ещё в 1911 году и продолжалось до середины 1915 года. Всего за этот период было выпущено 407 орудий (в рамках двух партий). Первоначально орудия подобного типа использовались в различных фортификационных сооружениях и предназначаясь как для обороны, так и для огневой поддержки «своих» войск при вылазках. Для установки на бронеавтомобили и бронетрактора это орудие подходило в первую очередь потому, что, обладая хорошими по тому времени баллистическими характеристиками, имело очень небольшую отдачу и откат ствола. Обычно в боекомплекте использовались снаряды от горной пушки образца 1909 года, но с уменьшенным зарядом. Максимальная начальная скорость осколочно-фугасного снаряда массой 6,5 кг составляла около 381 м/с, чего было вполне достаточно для ведения эффективного огня. В боекомплект также входила картечь с начальной скоростью около 274 м/с.
Пушка устанавливалась в кормовой части корпуса, аналогично установке на "Гарфорде". Орудие монтировалось на тумбе, изготовленной из железного листа со сварным стыком. В верхнюю часть тумбы вклёпывалась медная головка, служащая подшипником для штыря, проходящего сквозь тумбу, и одновременно — опорой для нижнего станка. Штырь служил осью вращения нижнего станка, с которым он был неподвижно связан заклёпками. Нижней опорой штыря служил бронзовый подшипник, приклёпанный к круглому месту, служащему опорой тумбы. Тумба крепилась к платформе бронетрактора 12 болтами. Нижний станок отлит из бронзы с удлинённой хоботовой частью коробчатого сечения, на которой установлена бронзовая дуговая направляющая верхнего станка с поворотным механизмом. На верхней стенке станка, несколько выше дуговой направляющей, находилось окошко для прохода винта подъёмного механизма. Передняя стенка головной части нижнего станка имела плоский прямоугольный фланец, к которому крепился щиток орудия
Вспомогательным вооружением служили два 7,62-мм пулемёта «Максим» образца 1910 года с водяным охлаждением ствола, размещавшихся в башне. Питание пулемётов обеспечивалось при помощи патронных лент по 250 патронов в каждой.

## Служба и боевое применение
Первый образец бронетрактора, «Илья Муромец», был представлен «на суд военных» в ноябре 1916 года. В ходе проводившихся под Петроградом испытаний, бронетрактор подтвердил своё ожидаемое превосходство в проходимости над броненавтомобилями, хотя скорость передвижения по грунтовой дороге оказалась ниже расчётной и составила всего 12 км/ч. Таким образом, по вооружению, бронированию и скоростным характеристикам бронетрактор был практически аналогичен «Гарфорду», однако был лишён основного недостатка последнего — скверной проходимости, так что в целом машина удовлетворила военных. Кроме того, существенным доводом «за» являлась возможность буксировки бронетракторами 107-мм пушек образца 1910 года вместе с боеприпасами вслед за пехотными порядками, что обеспечило бы эффективную артиллерийскую поддержку и способствовало бы успеху наступления.
Массовое производство также виделось вполне реальным. В частности, Гулькевич в своей пояснительной записке докладывал, что, при наличии необходимого количества шасси, бронетракторы его конструкции можно строить массово и распределять по 40 единиц на каждый армейский корпус.
Учитывая вышеуказанные доводы, военное ведомство выдало заказ на постройку второго опытного бронетрактора, получившего название «Ахтырец», с тем, чтобы отточить технологию производства и подготовить массовую постройку машины. К марту 1917 года «Ахтырец» был изготовлен, а в апреле успешно прошёл все испытания. В скором времени оба бронетрактора были включены в состав Запасного бронедивизиона в Петрограде и в перспективе предназначались к отправке на фронт.
Однако принять участие в боях с немцами бронектракторам так и не довелось. После Февральского переворота обстановка в Петрограде сильно осложнилась. Временное правительство, осознававшее, что фактически сиденьем ему служит пороховая бочка, было вынуждено держать в городе значительные армейские силы, включая бронемашины. Таким образом, весь Запасной бронедивизион застрял в Петрограде, и об отправке его на фронт не могло идти и речи. Однако после событий 25 октября 1917 года почти весь состав Запасного бронедивизиона был захвачен большевиками. Почти все бронемашины из его состава передали Красной Гвардии, причём «Илья Муромец» остался в столице, а «Ахтырец» отправился в Москву.
Следующие два года «Илья Муромец», переименованный новыми хозяевами в «Красный Петроград», числился в резерве Броневого отдела Главного военно-инженерного управления Красной Армии и использовался для охраны Смольного и других важных объектов. А вот «Ахтырцу» пришлось повоевать. По прибытии в Москву бронетрактор был передан местным формированиям красногвардейцев, пытавшихся установить здесь советскую власть. 1—2 ноября 1917 года «Ахтырец» участвовал в боях на Кудринской площади, Поварской и Бронной улицах, поддерживая огнём отряд подольской Красной гвардии. В Москве бронетрактор оставался почти год, после чего в сентябре 1918 года его отправили в Казань. Там «Ахтырца» включили в состав 3-го автобронеотряда РККА, и в течение следующих полутора лет он периодически применялся в боях на Восточном фронте Гражданской войны. В январе 1920 года бронетрактор снова вернулся в Москву для ремонта, и впоследствии числился в резерве.
После завершения Гражданской войны бронированные трактора Гулькевича использовались редко, главным образом ввиду их сильной изношенности и нехватки запасных частей, поэтому окончание службы этих машин оказалось весьма прозаическим. В конце 1922 года командование РККА распорядилось списать и разбронировать обе машины.